# Tante Agatha
Tante Agatha, eigentlich Agatha Gregson, geborene Wooster, später auch Lady Worplesdon, ist eine wiederkehrende fiktive Figur in Erzählungen und Romanen des britischen Schriftstellers P. G. Wodehouse, deren Hauptfiguren ihr Neffe Bertram „Bertie“ Wooster und sein Kammerdiener Reginald Jeeves sind. Als furchteinflößende und willensstarke Dame ist sie die Nemesis ihres Neffen Bertie, deren Wünsche und Absichten häufig die Handlung von Roman oder Erzählung vorantreiben. Dazu muss sie häufig nicht einmal persönlich auftreten: Der Gedanke an Tante Agathas Reaktionen reicht bereits aus, um Bertie Wooster zum Handeln zu zwingen. Umgekehrt hat sie keine gute Meinung von ihrem Neffen: Sie hält ihn für ein rückgratloses Wesen, der seinen Kammerdiener Jeeves als Wärter benötigt.
Im englischen Sprachgebrauch wird Tante Agatha (engl. Aunt Agatha) gelegentlich gebraucht, um jede respekteinflößende Tante oder, allgemeiner, um jede ältere weibliche Person zu bezeichnen, die sich durch ein dragonerhaftes Wesen und beeindruckende Willensstärke auszeichnet.

## Entwicklung der Figur
Agatha Wooster ist eine der beiden Schwestern von Bertram Woosters Vater. Ihre Schwester ist Dahlia Travers, die Lieblingstante von Bertie Wooster.
Agatha war in jungen Jahren zunächst mit Percy Craye verlobt. Als sie jedoch aus Zeitungsartikeln erfährt, wie er sich während eines Balls im Covent Garden aufgeführt hat, löst sie die Verlobung. Sie heiratet Spenser Gregson, der als ihr Ehemann ebenfalls in einer Reihe der Werke von Wodehouse auftaucht. Er war Aktienhändler und hat sein Vermögen mit Gummi aus Sumatra verdient. Nach Gregsons Tod kommt es doch noch zur Ehe mit Percy Craye, der mittlerweile Earl of Worplesdon geworden ist. Agatha trägt entsprechend ab diesem Zeitpunkt den Titel Lady Worplesdon.
Agatha ist aus erster Ehe Mutter von Thomas „Thos“ Gregson, einem Jugendlichen, den Bertie Wooster in nicht geringem Maße verabscheut, den er aber trotzdem gelegentlich in seiner Wohnung beherbergen muss. Durch die Heirat mit Lord Worplesdon wird sie außerdem zur Stiefmutter von Florence Craye, einer der zahlreichen Exverlobten ihres Neffens Bertram. Ihr Stiefsohn ist Edwin, ein Pfadfinder, dessen gut gemeinte gute Taten häufig im Desaster enden.

## Charakterisierung
Tante Agatha findet ihre erste Erwähnung in P. G. Wodehouses Kurzgeschichte Extricating Young Gussie, die 1915 erstmals in der US-amerikanischen Saturday Evening Post erschien und 1917 in die Kurzgeschichtensammlung The Man with Two Left Feet aufgenommen wurde. Extricating Young Gussie ist gleichzeitig die Kurzgeschichte, die Bertram Wooster und seinen Kammerdiener Jeeves einführt – Jeeves wird allerdings nur kurz erwähnt. Bereits in dieser ersten Geschichte zeigt sich Tante Agathas durchsetzungsfähiger Charakter: Sie beordert ihren Neffen kurzerhand nach New York, um dort Gussie Mannering-Phipps, einen anderen Neffen, aus den Klauen eines Revuegirls zu befreien.
Tante Agatha tritt letztmals in P. G. Wodehouses 1971 veröffentlichtem Roman Much obliged, Jeeves (deutscher Titel: Ohne Butler geht es nicht) in Erscheinung: Dort erweist sich Bertie Wooster immer noch von der Sorge umgetrieben, dass seiner Tante eines Tages das „Junior Ganymede Book of Revelations“ in die Hände fällt, jenes Club-Buch, in dem die Butler und Kammerdiener, die wie Reginald Jeeves dem Junior Ganymede Club angehören, die Missetaten ihrer Arbeitgeber notieren. Diese Sorge Berties wird von P. G. Wodehouse erstmals im 1938 erschienenen Roman Alter Adel rostet nicht erwähnt.

### Bertie in wilder Erwartung
In Bertie in wilder Erwartung (Ersterscheinungsjahr 1934) tritt Tante Agatha nicht persönlich in Erscheinung. Es wird zu Beginn des ersten Kapitels jedoch erläutert, dass eine gewisse Verärgerung bei Tante Agatha dazu führte, dass Bertie Wooster es vorzog, sich für drei Monate nach New York zurückzuziehen, bis sich ihre Verstimmung in Wohlgefallen aufgelöst hat. In Kapitel 9 desselben Romans vergleicht Wooster den Schimmer in den Augen seiner Ex-Verlobten Pauline mit dem Blick seiner Tante kurz bevor sie ihn wegen irgendeiner eingebildeten Missetat zusammenstaucht. Im letzten Kapitel muss Tante Agatha erneut für einen Vergleich herhalten: Wegen eines vermeintlichen Einbruchs in seiner eigenen Garage muss Bertie Wooster vor dem Friedensrichter erscheinen, eine scheinbar harmlose Begegnung, denn diese Rolle hat sein alter Freund Lord Chuffnell inne. Bertie durchlebt jedoch einen Moment des Schreckens, als der mit Hornbrille und Perücke auftauchende Lord Chuffnell ihn im ersten Moment der Begegnung an seine Tante Agatha denken lässt.

### Alter Adel rostet nicht
In Alter Adel rostet nicht (Ersterscheinungsjahr 1938) ist es Berties Lieblingstante Dahlia Trevor, die die Handlung vorantreibt und ihn in eine verzwickte Lage bringt. Bertie Wooster hat jedoch mehrfach Anlass, über das Wesen von Tanten im Allgemeinen zu spekulieren. So philosophiert er, wie glücklich und ruhig sein Leben ganz ohne Tanten verlaufen würde und hält fest, wie wenig sinnvoll es ist, zwischen guten und bösen Tanten zu unterscheiden. Im Herzen wären sie alle gleich: Früher oder später würde sich ihr Pferdefuß zeigen. Bertie Wooster hält jedoch auch fest, dass Tante Agatha unter allen Tanten besonders herausrage: Sie frühstücke zerbrochenes Glas und trage Stacheldraht direkt auf der Haut.

### Ohne mich, Jeeves!
In Ohne mich, Jeeves! (Ersterscheinungsjahr 1946) steht Tante Agatha in ähnlicher Weise zu Beginn der Handlung wie in Bertie in wilder Erwartung. Lord Worplesdon, mittlerweile Ehemann von Tante Agatha, benötigt einen möglichst unauffälligen Platz für eine geheime Verhandlung mit einem amerikanischen Geschäftsmann und wünscht deshalb, dass sein angeheirateter Neffe nach Steeple Bumpleigh reist und dort ein Cottage anmietet, das Lord Worplesdon dann von der Presse unbemerkt für ein Zusammentreffen mit seinem Geschäftspartner nutzen kann. Bertie ist von der Idee, London zu verlassen und aufs Land zu reisen, zunächst wenig erbaut. Nur der Gedanke daran, dass Lord Worplesdon es Tante Agatha mitteilen würde, wenn Bertie dem Wunsch ihres Ehemanns nicht nachkäme, lässt ihn nach Steeple Bumpleigh aufbrechen. Ihn tröstet jedoch, dass seine Tante Agatha nicht persönlich in Steeple Bumpleigh ist, denn sie pflegt ihren an Mumps erkrankten Sohn, der im Internat krank darnieder liegt.
Nachdem das Cottage niedergebrannt ist, das Bertie als Feriensitz dienen soll, erwägt dieser wieder einmal kurzzeitig in die USA zu reisen, um Tante Agathas Zorn zu entgehen:

„So ziemlich der einzige Vorteil einer solchen Tante ist, dass sie einen zum Reisen zwingt und damit dazu bringt, seinen Horizont zu erweitern und neue Leute zu treffen.“

Die verwickelte Handlung macht es wenig später notwendig, dass Bertie einen Einbruch in Bumpleigh Hall fingiert, dem Landsitz Lord Worplesdons und Berties Tante Agatha, um damit seinen Freund Boko, der den vermeintlichen Einbruch verhindern soll, vor Lord Worplesdon gut aussehen zu lassen. Die Idee trifft bei Bertie Wooster auf wenig Gegenliebe: Er fürchtet bereits die Reaktion von Lord Worplesdon, sollte der Plan misslingen und er entdeckt werden. Noch schlimmer ist jedoch die Vorstellung, dass nach ihrer Rückkehr Tante Agatha alles erfahren würde.

„Weit weniger schlimme Missetaten meinerseits hatten in der Vergangenheit dazu geführt, dass diese alte Verwandte das Beil ausgrub und nach meinem Blut lechzend mich verfolgte als sei sie ein Indianer auf dem Kriegspfad.“

Durch den letztlich fehlgeschlagenen fingierten Einbruch wird jedoch deutlich, dass es eine Person gibt, vor der der respekteinflößende Lord Worplesdon ebenfalls erzittert: Der Gedanke daran, dass seine Ehefrau Agatha dahinter kommen könnte, dass er leichtsinnigerweise seine Versicherung nicht erneuert hat, lässt ihn erbleichen. Berties Erstaunen darüber wird von seinem Kammerdiener mit den Worten kommentiert:

„Ich wage zu bezweifeln, dass es einen Gentleman gibt, der Herr in dem Hause ist, in dem ihre Ladyschaft residiert.“

Lord Worplesdons Angst vor seiner eigenen Ehefrau löst dann auch die komplexen Handlungsstränge auf: Er wird vor die Wahl gestellt, der Heirat seines Mündels mit einem Schriftsteller zuzustimmen oder Agathas Zorn auszuhalten, wenn diese erfährt, dass er verkleidet auf einem Kostümball in der Nachbarschaft erschienen ist. Aus Angst vor Agatha wählt Lord Worplesdon ersteres.

### In der Literaturkritik
Der Wodehouse-Biograf Richard Usborne vertritt die Ansicht, dass P. G. Wodehouse in Tante Agatha und ihrer Schwester Dahlia seine beiden Tanten Mary und Louisa verewigte, die ihn in Vertretung seiner Eltern aufzogen. Wodehouse wuchs als sogenannte Raj-Waise fernab von seinen Eltern in Großbritannien auf, während sein Vater als Richter im britischen Hongkong diente. Usborne vertrat weiterhin die Ansicht, dass der Grund, warum die beiden so häufig in den Romanen und Erzählungen von Wodehouse auftreten, dort verspottet und letztlich immer wieder überlistet werden, auf ihren disziplinarischen Einfluss auf den jungen Wodehouse zurückzuführen ist. Usborne argumentiert, dass andere Schriftsteller, die in ähnlicher Weise wie Wodehouse so früh dem elterlichen Einfluss entzogen waren, diesen traumatischen Verlust in Rachephantasien kompensierten. Wodehouse dagegen habe Rache in der literarischen Verspottung gesucht. Frances Donaldson hält diese Einschätzung dagegen für falsch und argumentiert, dass beide Tanten klassische literarische Figuren des britischen Humors seien.
Frances Donaldson weist auch darauf hin, dass der Leser zwar dazu verführt werde, Tante Dahlia als die sympathischere der beiden Tante zu empfinden, nicht zuletzt, weil die Figur Bertie Wooster immer wieder seine Zuneigung zu Tante Dahlia betone, letztlich aber Wooster durch seine Tante Dahlia mehr Probleme und Schwierigkeiten erleide als durch Tante Agatha. Dahlia ist eine vor nichts zurückschreckende Erpresserin, die völlig unbeeindruckt sei von den Unannehmlichkeiten und Erniedrigungen, die sie den Personen ihres Umfelds zumute.

## Darstellerinnen
In der britischen Fernsehserie The World of Wooster mit Ian Carmichael und Dennis Price in den Hauptrollen, die zwischen 1965 und 1967 in Großbritannien ausgestrahlt wurde, stellte Fabia Drake Tante Agatha dar. In Jeeves and Wooster – Herr und Meister (original: Jeeves and Wooster, Großbritannien, 1990 bis 1993) mit Hugh Laurie als Bertie und Stephen Fry als Jeeves trat Mary Wimbush in den ersten drei Staffeln als Tante Agatha auf, und Elizabeth Spriggs übernahm in der vierten Staffel diese Rolle.

## Trivia
Neben der Welt Bertie Woosters und seines Kammerdieners Jeeves, in der Tante Agatha eine so große Rolle spielt, schuf P. G. Wodehouse die fiktive Welt von Blandings Castle, in der Lord Emsworth, sein Butler Beach und sein leichtlebiger Sohn Freddie, das Mastschwein Kaiserin von Blandings sowie der Ehrenwerte Galahad „Gally“ Threepwood wesentliche Protagonisten sind. Auch in diesen Romanen spielen Tanten – hier in der Regel die Schwestern von Lord Emsworth – eine große Rolle im Leben der Nichten und Neffen, deren Liebesglück dank der Machenschaften und Wünsche der Tanten auf dem Spiel steht. Keine unter ihnen tritt so stark hervor wie Tante Agatha, jedoch kommt Lady Constance Keeple dieser Figur nahe, da sie wiederholt versucht, Ordnung in das Leben ihres Bruders zu bringen, indem sie ungeeignete Privatsekretäre für ihn anheuert.

## Erzählungen und Romane, in denen Tante Agatha auftritt
The Man with Two Left Feet (Kurzgeschichtensammlung, Erstveröffentlichung 1917)
- Extricating Young Gussie. Die Kurzgeschichte erschien bereits 1915 in der US-amerikanischen Zeitschrift The Saturday Evening Post und ein Jahr später im britischen The Strand Magazine.

The Inimitable Jeeves (Kurzgeschichtensammlung, Erstveröffentlichung 1923), deutscher Titel: Der unvergleichliche Jeeves
- Aunt Agatha Takes The Count
- Scoring off Jeeves
- Sir Roderick Comes to Lunch.
- The Delayed Exit of Claude and Eustace

Very Good, Jeeves (Kurzgeschichtensammlung, Erstveröffentlichung 1930), deutscher Titel: Jeeves ist eine Klasse für sich; Jeeves rettet die Situation
- Jeeves and the Impending Doom
- Jeeves and the Yule-tide Spirit
- The Indian Summer of an Uncle

Joy in the Morning (1946), deutscher Titel; Ohne mich, Jeeves!
The Mating Season (1949), deutscher Titel: Das höchste der Gefühle; Jeeves wirkt Wunder

## Einzelbelege
1. 1 2 3 4   Usborne: Plum Sauce. A P. G. Wodehouse Companion. S. 111
2. ↑   P.G. Wodehouse: Jeeves übernimmt das Ruder. Kurzgeschichte, die erstmals 1916 veröffentlicht wurde.
3. ↑  Martin H Manser: Dictionary of Allusions. Facts on File, 2009, ISBN 978-0-8160-7105-0.
4. ↑   P. G. Wodehouse; The Code of the Wooster. S. 39
5. ↑   P. G. Wodehouse; The Code of the Wooster. S. 11
6. ↑   Wodehouse: Joy in the morning, S. 82. Im Original lautet das Zitat: About the only advantage of having an aunt like her is that it makes on travel, thus broadening the mind and enabling one to see new faces.
7. ↑   Wodehouse: Joy in the morning, S. 103. Im Original lautet das Zitat: Far less serious offences on my part in the past had brought the old relative leaping after me with her hatchet, like a Red Indian on the warpath, howling for my blood.
8. ↑   Wodehouse: Joy in the morning, S. 103. Im Original lautet das Zitat: I am inclined to doubt whether the Gentleman exists who could be master in a home that contained her ladyship, sir.
9. ↑   Donaldson: P. G. Wodehouse: A Biography. S. 10.
10. ↑   Donaldson: P. G. Wodehouse: A Biography. S. 11.
11. ↑   Donaldson: P. G. Wodehouse: A Biography. S. 10 und S. 11.
12. ↑  Herr und Meister auf Wunschliste.de. Abgerufen am 9. April 2016.